# 이요군

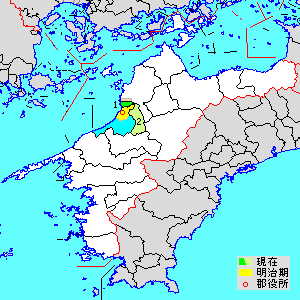
이요 군의 위치

이요군(일본어: 伊予郡, いよぐん)은 일본 에히메현의 군이다.
인구 49,060명, 면적 122km², 인구밀도 402명/km².(2025년 3월 1일, 추계인구)
이하 2정으로 구성된다.
- 도베정(砥部町)
- 마사키정(松前町)

## 역사
- 2005년 1월 1일 - 도베 정, 히로타 촌이 합병해 새로운 도베 정이 되었다.
- 2005년 4월 1일 - 나카야마 정, 후타미 정이 이요 시와 합병해 이요시가 성립, 군에서 이탈하였다.